# Rune Bergman
Karl Rune Bergman, född 15 september 1937 i Slottsbron, död 5 november 2012 i Stockholm, var en svensk musiker som var basist i orkestern Sven-Ingvars under åren 1958–1969.
Bergman var syssling till Sven-Ingvars grundare och trumslagare Sven Svärd. När Sven-Ingvars behövde en basist blev Rune Bergman medlem i gruppen. Det var inte för att han kunde spela bas, men han dansade bra och hade rytmkänsla. Han lärde sig att spela bas och var med om Sven-Ingvars första storhetsperiod under 1960-talet. 
Rune Bergman som bodde sina sista år i Stockholm är gravsatt på Kungsholms kyrkogård.

## Filmografi
- 1968 – Under ditt parasoll